# 横山忠長
横山 忠長（よこやま ただなが、1947年（昭和22年）10月8日 - ）は、日本の政治家。元秋田県にかほ市長（3期）、元象潟町長（1期）。

## 来歴
秋田県象潟町（現・にかほ市）に生まれる。1966年（昭和41年）3月、秋田県立西目農業高等学校（現・秋田県立西目高等学校）農業土木科卒業。同年4月、象潟町役場に採用される。
2004年（平成16年）、象潟町長に就任。
2005年（平成17年）10月1日、象潟町は仁賀保町、金浦町と新設合併を行い廃止。にかほ市が発足。11月に行われた市長選に出馬し初当選した。
2016年（平成28年）6月13日、市町村合併前の旧3町の役場を活用した分庁方式を廃止し、象潟庁舎に一本化する考えを明らかにした。

## 市長選
2005年にかほ市長選挙
2005年（平成17年）11月13日執行。元秋田県庁職員の佐々木清勝を破り初当選した。
※当日有権者数：23,884人 最終投票率：83.89%（前回比：pts）
| 候補者名   | 年齢 | 所属党派 | 新旧別 | 得票数   | 得票率 | 推薦・支持 |
| ---------- | ---- | -------- | ------ | -------- | ------ | ---------- |
| 横山忠長   | 58   | 無所属   | 新     | 10,539票 | 52.91% |            |
| 佐々木清勝 | 66   | 無所属   | 新     | 9,379票  | 47.09% |            |

2009年にかほ市長選挙
2009年（平成21年）10月25日執行。前回戦った佐々木清勝を破り再選。
※当日有権者数：23,354人 最終投票率：82.77%（前回比：-1.12pts）
| 候補者名   | 年齢 | 所属党派 | 新旧別 | 得票数   | 得票率 | 推薦・支持 |
| ---------- | ---- | -------- | ------ | -------- | ------ | ---------- |
| 横山忠長   | 62   | 無所属   | 現     | 10,078票 | 52.53% |            |
| 佐々木清勝 | 70   | 無所属   | 新     | 9,109票  | 47.47% |            |

2013年にかほ市長選挙
2013年（平成21年）10月27日執行。測量設計会社役員の佐藤ちづ子を破り3選。
※当日有権者数：22,256人 最終投票率：68.79%（前回比：-13.98pts）
| 候補者名   | 年齢 | 所属党派 | 新旧別 | 得票数  | 得票率 | 推薦・支持 |
| ---------- | ---- | -------- | ------ | ------- | ------ | ---------- |
| 横山忠長   | 66   | 無所属   | 現     | 8,973票 | 59.11% |            |
| 佐藤ちづ子 | 65   | 無所属   | 新     | 6,206票 | 40.89% |            |